# Schweizerischer Gewerbeverband
Der Schweizerische Gewerbeverband (sgv; französisch Union suisse des arts et métiers, usam; italienisch Unione svizzera delle arti e mestieri, usam) ist die Dachorganisation von kleinen und mittleren Unternehmen (KMU) in der Schweiz. Der sgv vertritt rund 230 Verbände mit gegen 500'000 Unternehmen.
Die Geschäftsstelle hat ihren Sitz in Bern. Präsident ist seit Oktober 2020 Fabio Regazzi. Direktor war von 2008 bis 2023 Hans-Ulrich Bigler. Als Nachfolger gewählt wurde der damalige stellvertretende Direktor Henrique Schneider, jedoch wurde seine Wahl nach einer Plagiatsaffäre vom Vorstand annulliert und die Annulation von der Gewerbekammer bestätigt. Nachfolger per 1. Mai 2024 wurde Urs Furrer.

## Verband
Der Verband bildet die nationale Interessenvertretung zur Förderung der KMU und der Selbständigerwerbenden in der Schweiz. Er setzt sich für Selbstverantwortung, Eigentumsgarantie und einen schlanken und effizienten Staat ein.
Mit seinem Einsatz und seiner Politik will der sgv Arbeitsplätze sichern, Wirtschaftswachstum fördern und KMU – auch international – konkurrenzfähig machen beziehungsweise deren Konkurrenzfähigkeit erhalten.

## Kerngeschäfte
Im Kerngeschäft «KMU-Politik» strebt der sgv generell die Reduzierung der gesetzlichen Normen und Vorschriften an, engagiert sich für die administrative Entlastung der KMU und kämpft für die Senkung von Steuern, Abgaben und Gebühren. Ein weiteres zentrales Anliegen des sgv ist die Berufsbildung. Um diese Interessen zu verteidigen und zu fördern, ist die sgv auf eidgenössischer Ebene tätig.
Der Verband ist nach eigenen Angaben parteipolitisch unabhängig. Er setzt sich für die Verbesserung der wirtschaftlichen und politischen Rahmenbedingungen ein.
Der sgv befasst sich mit folgenden Themen:
- Arbeitsmarktpolitik
- Berufsbildungspolitik
- Energie- und Umweltpolitik
- Finanz- und Steuerpolitik
- Mobilität und Raumentwicklung
- Regulierungskosten
- Sozialpolitik
- Wirtschaftspolitik

Da die Debitkarten in der Schweiz von Maestro auf Debit Mastercard und von V Pay auf Visa Debit umgestellt werden, resultiert für die KMU eine Vervielfachung der Gebühren, welche sie pro Transaktion zu bezahlen haben. Die Banken hingegen profitieren, da sie an den Gebühren mitverdienen. Bigler hat indes den Austritt aus dem Verband Elektronischer Zahlungsverkehr (VEZ) verkündet.

## Organisation
Der sgv ist eine Dachorganisation mit rund 230 Mitgliedsverbänden. Er hat Vertreter im eidgenössischen Parlament – insbesondere auch in der Parlamentarischen Gewerbegruppe – sowie in Kantonen und Gemeinden, aber auch in kantonalen Gewerbeverbänden und die Branchenverbänden. Er ist zudem Mitglied der UEAPME (Union Européenne de l’Artisanat et des Petites et Moyennes Entreprises).
Als oberstes Organ kommt der Schweizerische Gewerbekongress mit rund 1000 Delegierten alle zwei Jahre zusammen und legt die langfristige Verbandsausrichtung fest. Das Parlament des sgv, die Schweizerische Gewerbekammer, bestimmt mit seinen 99 Delegierten die politische Stossrichtung und fasst die Parolen zu den eidgenössischen Abstimmungen. Für die Leitung der laufenden Geschäfte zeichnet der fünfzehnköpfige Vorstand verantwortlich, währenddem das operative Geschäfte von der Geschäftsstelle des sgv abgehandelt wird.

### Präsidenten
- 1879: Louis Troxler
- 1880–1882: Friedrich Autenheimer
- 1882–1884: Theodor Hoffmann-Merian
- 1884–1885: Friedrich Wüest
- 1885–1897: Johannes Stössel
- 1897–1915: Jakob Scheidegger
- 1915–1930: Hans Tschumi
- 1930–1941: August Schirmer
- 1941–1951: Paul Gysler
- 1951–1968: Ulrich Meyer
- 1968–1973: Karl Hackhofer
- 1973–1982: Rudolf Etter
- 1982–1991: Markus Kündig
- 1991–2004: Hans-Rudolf Früh
- 2004–2010: Eduard Engelberger
- 2010–2011: Bruno Zuppiger
- 2012–2020: Jean-François Rime
- seit 2020: Fabio Regazzi

### Direktoren
- 1963–1979: Otto Fischer
- 1980–1984: Markus Kamber[5]
- 1985–1989: Peter Clavadetscher[5]
- 1990–2008: Pierre Triponez
- 2008–2023: Hans-Ulrich Bigler[6]
- 2023 (Wahl annulliert): Henrique Schneider[2]
- 2023–2024 vakant (interimistische Co-Leitung: Kurt Gfeller und Dieter Kläy)[7]
- seit 1. Mai 2024: Urs Furrer

## Kritik
Der Gewerbeverband und dessen damaliger Direktor Hans-Ulrich Bigler wurden für ihre Kampagne kritisiert, die sie im Vorfeld der Volksabstimmung vom 14. Juni 2015 gegen die Revision des Bundesgesetzes über Radio und Fernsehen (RTVG) führten. Die Kritikpunkte betrafen unter anderem den Stil, falsche Behauptungen sowie den Umstand, dass Komiteemitglieder fälschlich als Gegner der Revision aufgeführt wurden.

## Andere Dachverbände der Schweiz
- Schweizer Bauernverband
- Economiesuisse
- Schweizerischer Arbeitgeberverband
- Schweizerischer Gewerkschaftsbund
- Travail.Suisse